# Kem Nunn
Pour les articles homonymes, voir Nunn.
Kem Nunn, né en 1948 à Pomona en Californie est un scénariste de séries télévisées et un romancier américain, connu pour ses romans policiers mettant en scène le monde du surf.

## Biographie
Il passe sa jeunesse en Californie du Sud à surfer et à faire des petits boulots. Il étudie un temps à l'Université de Californie à Irvine qu'il quitte sans diplôme. Il écrit en 1984 le roman Tapping the source (Comme frère et sœur en français, nouvelle traduction sous le titre Surf City) suivi du roman Unassigned Territory en 1986. Il vend les droits d'adaptations et continue à vivre de sa passion,  écrivant des articles pour des magazines de surf et poursuivant son œuvre d'écrivain. Il publie  Pomona queen en 1992 (La Reine de Pomona), Dogs of winter en 1997 (Le Sabot du diable) et Tijuana straits en 2004 (Tijuana straits). Il travaille également comme producteur et scénariste pour les séries Sons of Anarchy et Deadwood. Il imagine et réalise avec David Milch la série John from Cincinnati dont il signe le scénario des dix épisodes.

## Autour de l’œuvre
Sa trilogie sur le surf en a fait un des auteurs les plus lus par cette communauté. Son style à la fois lyrique et hyper réaliste rappelle l'univers de Jim Harrison. Ses personnages, sympathiques, souvent en quête de rédemption pourraient avoir été créés par Bruce Springsteen, Raymond Chandler ou Ernest Hemingway. Ses thèmes : l'Amérique et ses mythes perdus, l'écologie, l'océan, le surf.

## Œuvres

### Romans
- Tapping the Source (1984) Publié en français sous le titre : Comme frère et sœur / trad. Jean-Loup Coinus. Paris : Gérard de Villiers, coll. "Polar U.S.A." no 31, 1990, 256 p.  (ISBN 2-7386-0084-0). Nouvelle trad. et rééd. sous le nouveau titre : Surf City / trad. Philippe Paringaux. Paris : Gallimard, coll. "Série noire" no 2395, 09/1995, 336 p.  (ISBN 2-07-049483-7). Rééd. Paris : Gallimard, coll."Folio Policier" no 310, 09/2003.  (ISBN 2-07-030481-7). Paris : Gallimard, coll. "Folio Policier" no 310, 06/2019, 334 p.  (ISBN 978-2-07-285035-6)
- Unassigned Territory (1986)
- Pomona Queen (1992) Publié en français sous le titre : La Reine de Pomona / trad. Jean Esch. Paris : Gallimard, coll. "La Noire", 1993, 268 p.  (ISBN 2-07-072980-X). Rééd. Paris : Gallimard, coll. "Folio Policier" no 350, 10/2004, 283 p.  (ISBN 2-07-031731-5)
- The Dogs of Winter (1997) Publié en français sous le titre : Le Sabot du diable / trad. Jean Esch. Paris : Gallimard, coll. "La Noire", 05/2004, 409 p.  (ISBN 2-07-049864-6). Rééd. Paris : Gallimard, coll. "Folio Policier" no 623, 06/2011, 506 p.  (ISBN 978-2-07-044120-4)
- Tijuana Straits (2004) Publié en français sous le titre : Tijuana Straits / trad. Natalie Zimmermann. Paris : Sonatine, 01/2011, 355 p.  (ISBN 978-2-35584-041-8). Rééd. Paris : 10/18, coll. "Domaine policier" n° 4542, 03/2012, 380 p.  (ISBN 978-2-264-05539-2)
- Chance (2014) Publié en français sous le titre : Chance / trad. Clément Baude. Paris : Sonatine, 01/2017, 379 p.  (ISBN 978-2-35584-318-1). Rééd. Paris : 10/18, coll. "Domaine policier" n° 5279, 01/2018, 405 p.  (ISBN 978-2-264-07114-9)

## Filmographie

### Comme scénariste et/ou producteur
- 2006 : Deadwood : Leavithan Smiles (saison trois, épisode huit).
- 2007 : John from Cincinnati : épisode un à dix.
- 2012 : Sons of Anarchy : saison cinq, épisode un à sept et dix.
- 2013 : Sons of Anarchy : saison six, épisode un à quatre et neuf.